# بز كالكينز
بز كالكينز (بالإنجليزية: Buzz Calkins)‏ مواليد 2 مايو 1971 في دنفر، هو سائق فورملا 1 أمريكي سابق.

## سباقات شارك فيها
- سلسلة إندي كار
- إنديانابوليس 500

## روابط خارجية
- بز كالكينز على موقع Racing-Reference.info (الإنجليزية)
- بز كالكينز على موقع DriverDB.com (الإنجليزية)